# Cuautepec de Madero
Cuautepec es un barrio mexicano de la Ciudad de México derivado de asentamiento irregular con la llegada de millones de personas a la alcaldía Gustavo A. Madero en la segunda mitad del siglo XX. Se localiza al extremo norte de la Ciudad de México en la alcaldía Gustavo A. Madero, Es un valle enclavado en la sierra de Guadalupe, colinda con los municipios de Ecatepec, Coacalco, Tultitlán y Tlalnepantla en el Estado de México. Cuautepec en el vocablo náhuatl significa Cerro de Águilas: Cuauhtli - Águila, Tepetl - Cerro.
Cuautepec de Madero es una zona de la Ciudad de México perteneciente a la alcaldía Gustavo A. Madero, después de la época revolucionaria se le comenzó a conocer como el Barrio Bajo y El Barrio Alto, por sus características físicas. En 1990 el entonces gobierno delegacional decidió dividirlo en dos zonas administrativas, con la intención de mejorar el manejo de una zona en constante crecimiento, así nacieron las zonas territoriales 9 y 10 de la delegación.
Actualmente es una zona de difícil acceso, con carente infraestructura urbana y niveles de marginación muy altos, caracterizada en la segunda década del siglo XXI por ser uno de los puntos de la Ciudad de México con mayor número de delitos de alto impacto relacionados al tráfico de drogas y secuestro.

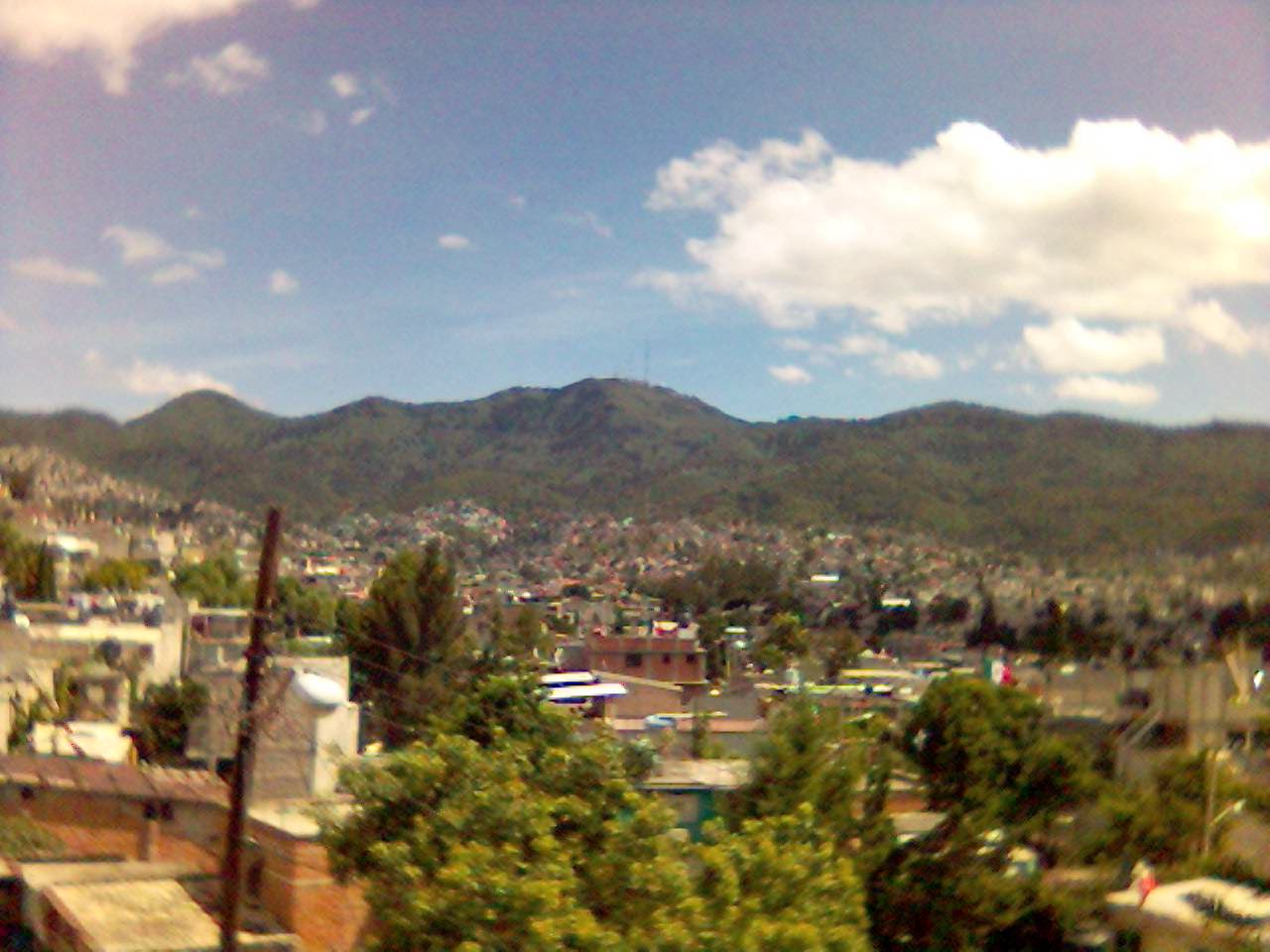
Panorama de Cuautepec.

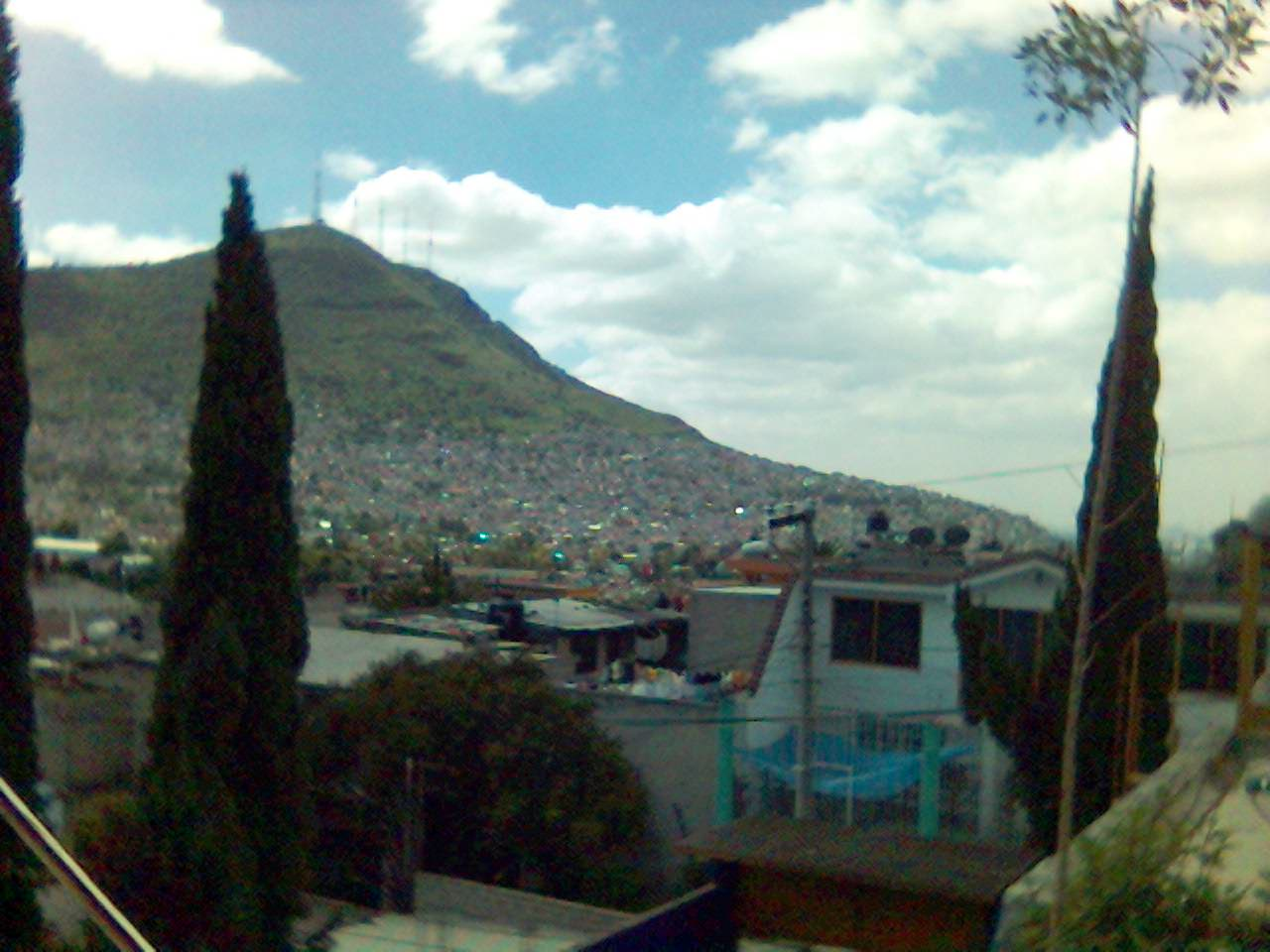
Vista del Cerro del Chiquihuite desde Cuautepec.

## Ubicación
Se encuentra entre la Sierra de Guadalupe y el Cerro del Chiquihuite, en la punta norte de la Ciudad de México en la alcaldía Gustavo A. Madero, limita al norte con los municipios de: Coacalco, Ecatepec y Tultitlán y al oriente y poniente, limita con el municipio de Tlalnepantla de Baz, todos en el Estado de México y al sur está limitado con el anillo Periférico Norte-Acueducto de Guadalupe en la Ciudad de México; la altitud aproximada, varía entre los 2,200 y los 2,900 metros sobre el nivel del mar y su ubicación está en las coordenadas: Norte: 19°33'26.87" y Oeste: 99°08'07.73".

## Toponimia
- Se encuentra el significado de Cuautepec en dos vocablos del náhuatl: cuautli: águila y tepetl: cerro, "Cerro de Águilas". (Cuāutli: águila + tépetl: cerro + -ko (locativo) = "Cerro donde hay águilas".)

## Historia
- La historia de este sitio comienza por los años 2000 a. de. C., en la era del preclásico inferior, en este año, comienzan a pasar grupos nómadas, que como fueron caminando hacia el norte descubrieron uno de los lugares con gran vegetación de plantas, y fue entonces cuando estos grupos nómadas se volvieron sedentarios en este lugar.
- Con el paso del tiempo, el hombre fue convirtiéndose en agricultor, ya que comenzó a dedicarse a la siembra de cereales, principalmente el maíz; más tarde, en este gran valle que aún no tenía nombre, también comenzaron a construir unas pequeñas chozas de madera, a orillas de un río que lo dividía, cuyo nombre era "Cedros" (llamado así porque brotaba de las orillas de un gran árbol de cedro que se encontraba en la parte alta del cerro del Picacho). Al construir sus chozas cerca del río, tenían la ventaja de poder pescar más fácilmente y aprovechar el agua cristalina que descendía y llegaba hasta una pequeña laguna, que en la actualidad está ocupada como canal de desagüe.

Pasados los tiempos, el hombre comenzó a fabricar vasijas con una técnica llamada pastillaje, se le llamaba así por la forma que tenían los ojos, la cara y las orejas, que era una forma como de tipo pastilla; la mujer de este lugar comienza a convertirse en más bella, además ya comenzaban a usar ropa de estilo hawaiano, las mujeres se limaban los dientes como los de un jaguar, que precisamente lo hacían porque ellos adoraban al dios jaguar.
Aquí en Cuautepec hubo una especie de colegio militar de los aztecas donde preparaban a los guerreros Jaguares.

### Siglo XVI
Aquí se establecieron los primeros asentamientos humanos de la cuenca del Valle de México y se iniciaron con la agricultura, la caza y la pesca. A la caída de Tula llegaron familias Toltecas y casi al mismo tiempo arribaron los chichimecas, guiados por Cholotl quien formó un gran reino que fue Tenayuca. 
Tenayuca y Cuautepec tributaban para Azcapotzalco, formando la triple alianza, terminando la conquista se le otorgaron a don Diego de Mendoza las mercedes reales de tierras que incluían el rincón de Tenayuca, Ticoman y Cuautepec y se les llamaría el rincón de don Diego. Bernardino Vázquez de Tapia tomó posesión de las tierras del Arbolillo que fue llamada el “Rancho de los cerros”, en aquel entonces el pueblo de Santa María Cuautepec como se le conocía era un pueblo de doctrina perteneciente a la cabecera de Tlalnepantla de la Villa de Tacuba. Un dato importante es la terminación de la construcción de la Iglesia de la Preciosa Sangre de Cristo en 1767, la primera disposición que se dictó en el México independiente sobre colonización interior fue la orden dictada por Iturbide del 23 al 24 de marzo de 1821, concediendo a vecinos de Cuautepec tierras por haber participado en el movimiento de Independencia.
A la llegada de los españoles, Cuautepec pasa a ser propiedad de don Diego de Mendoza, al serles vendidas por unos colonos que la habitaban; cambiándolas así de nombre y denominándolas como "El Rincón de Don Diego", él mismo, vende las tierras al dirigente del 1.er. Correo Mayor de la Nueva España, el cual, le pone el nombre de "El Rincón del Correo Mayor de la Nueva España", después, don Martín de Olivares las vende al Colegio de San Juan de Letrán, a mediados del siglo XVI, el cual, los sacerdotes del colegio le cambiaron el nombre a este lugar llamándolo: Santa María Quateque, hasta que treinta años después toma su nombre original de Cuautepec.

### Siglo XVIII
En los años de 1760, llegan a este lugar un grupo de frailes Franciscanos a la evangelización, los cuales en ese mismo año, comienzan la construcción de un templo de tipo barroco salomónico, llamada "preciosa sangre de Cristo" terminada en el año de 1777.
Como dato curioso, fue en esta iglesia donde se grabó la película, Los Tres Huastecos muy famosa por la participación de Pedro Infante.
Hoy en día la delegación Gustavo A. Madero es la que se dedica a la administración de esta zona cuyas casas en su mayoría ya son de concreto armado y la calidad de vida es poco consiente para con sus habitantes, los hombres se dedican a varias actividades como son: el comercio, la construcción, la mecánica, trámites de oficinas, entre otros, los niños y adolescentes acuden a sus escuelas que ofrece la demarcación, algunas mujeres se dedican al hogar y otras al trabajo para poder contribuir a los gastos de las familias.

### Siglo XX y XXI
El Distrito Federal surge de territorios pertenecientes al Estado de México. Cuautepec como tal, perteneció a lo que hoy es el Municipio de Tlalnepantla. El 28 de julio de 1899 el presidente Porfirio Díaz, decretó una ampliación del Distrito Federal, pasando la zona de Cuautepec desde esa fecha, a la administración del mismo y a la vez queda dividido el municipio de Tlalnepantla en zona oriente y zona poniente.
Actualmente la cuantiosa población joven está siento atraída por la delincuencia y crimen organizado: "su principal forma de operación por años ha sido a través de la distribución en taxis piratas, apoyados por grupos criminales”, de acuerdo con la Secretaría de Seguridad Pública del Ciudad De México, "además de la venta de droga, los delitos que más se cometen en esa zona son el robo a casa habitación, a transeúnte, de autopartes y a repartidor, además de lesiones dolosas."
–Características–
El suelo de esta región es lacustre por transición, las rocas y cerros que están en este sitio son de tipo ígneas (volcánicas), ya que en las partes altas de los cerros, dentro de cuevas o laderas, con las lluvias y con el tiempo se forma el mármol blanco, el tipo de erosión que presenta esta región es producida principalmente por el viento, y también existe la erosión fluvial; las aguas que presenta son de tipo continentales, pues no proceden de ningún mar u océano, aunque estas aguas son residuales debido a la gran cantidad de población que actualmente habita en este sitio. En una parte de la Sierra de Guadalupe, en Cuautepec, se observan grandes tanques rojos, que en estos, se almacena el agua proveniente de los mantos acuíferos existentes en la Sierra de Guadalupe.
Este barrio, es un asentamiento urbano más densamente poblados y marginados de la Ciudad de México. Existen servicios como agua, luz, teléfono, transporte, calles pavimentadas, centros recreativos, escuelas de distintos grados, etcétera.

## Actividades económicas
- Las actividades económicas que se presentan principalmente son el comercio. Ya que la ganadería y la extracción de cantera en los cerros de alrededor, son actividades que ya no se realizan.

## Frecuencia sísmica
- La frecuencia sísmica es baja debido a las elevaciones que rodean a Cuautepec.
- No obstante sismos de intensidades superiores a los 5 grados Richter son perceptibles, como lo fueron el terremoto de 1985 y el de 2017.
- En la actualidad, y debido a que el agua está escaseando en la zona (es decir, la cantidad de agua que existía en los cerros ha disminuido), los sismos pueden sentirse en las zonas altas en donde anteriormente era imposible que fueran percibidos. Tal fue el caso de los sismos de los meses de marzo y abril de 2012. En ambas ocasiones, los sismos fueron de intensidad mayor a 6. En las zonas altas, como son Lomas de Cuautepec y el Tepetatal, los vecinos comentan haber sentido el movimiento.

## Clima
El clima que presenta esta región es templado, subhúmedo con temperatura media de 21 °C, precipitación anual promedio de 770 mm. Existen masas de aire húmedo en verano y parte de otoño debido a la influencia de los ciclones tropicales. Los vientos provenientes del norte provocan varias ráfagas y grandes columnas de polvo. El viento más fuerte registrado en esta zona fue aproximadamente de 97 km/h en marzo de 2008.
Es muy drástico el clima que se tiene en esta región. Por la altura en que está, es muy vulnerable a ráfagas de viento, lluvias y neblina.

## Costumbres y tradiciones
Como en muchas partes del país, Cuautepec celebra fechas importantes que forman parte de su cultura. Entre ellas, las más simbólicas para los habitantes son:
- Día de los Reyes Magos (6 de enero)
- Día de la Candelaria (2 de febrero)
- Día Internacional de la Mujer (8 de marzo)
- Viernes Santo, Viacrucis por las calles de Barrio Alto y Barrio Bajo, y crucifixión en el deportivo El Vivero y el cerro del Chiquihuite (Semana Santa)
- Día del Niño (30 de abril)
- Día de las Madres (10 de mayo)
- Día del Padre (Tercer domingo de junio)
- Día de Nuestra Señora del Carmen (15 de julio)
- Aniversario del Inicio de la Independencia de México (16 de septiembre)
- Día de Muertos (1 y 2 de noviembre)
- Aniversario de la Revolución Mexicana (20 de noviembre)
- Día de la Virgen de Guadalupe (12 de diciembre)
- Nochebuena (24 de diciembre)
- Navidad (25 de diciembre)
- Año Nuevo (31 de diciembre)

En la mayoría de estas fechas se realizan eventos masivos al aire libre, organizados por diversas organizaciones, instituciones y en algunas ocasiones por los mismos habitantes. El propósito de esta modalidad de celebración es convivir y conectarse un poco más con familiares, amistades y conocidos.

## Barrios
Se divide conforme a su altitud en Barrio Bajo y Barrio Alto. Cabe como aclaración que, la denominación de "alto" y "bajo", no hace estricta referencia a que Barrio Alto sea el "cerro" y "Barrio Bajo" la zona baja. Tanto barrio Alto como Barrio Bajo tienen zonas de "cerro" y zonas bajas.

## Flora y fauna
- La flora principalmente en la sierra es de bosque de pino, cedro blanco, oyamel y zacatón, en las partes más altas de la Sierra de Guadalupe se encuentra abundancia de distintos árboles, además del nopal, el agave, tejocote, capulín y encino, mientras que en las partes bajas se encuentran eucaliptos, zapoteros, pinos, pirules, entre otros.

- Se calcula que en la Sierra de Guadalupe, cerca del 10 % de su superficie se conforma con bosque de encino, 29 con pastizal secundario, el 24 xerófito, 17 es bosque cultivado, 10 nopalera, 1 % es matorral de encino, y alrededor del 9 % por ciento se destina a agricultura o es zona erosionada.[2]

- La fauna en la Sierra de Guadalupe: Es un lugar donde habitaban más de 150 especies, de las que sobresalían los anfibios: sapo y rana; reptiles: lagartija, las serpientes cincuate y cascabel. Entre las aves se encontraban el cernícalo americano, el correcaminos, los carpinteros, gorriones y golondrinas. Entre los mamíferos destacaban el tlacuache, el coyote, el zorro, el zorrillo, la comadreja, y el gato montés. Actualmente todas estas especies prácticamente desaparecieron, ya que el crecimiento de la mancha urbana obligó a todas estas especies a buscar otro lugar.

- En años anteriores llegaba una parvada de aves que solo se han visto en Cuautepec, pero ya no se han vuelto a ver. También había halcones cola roja, aguilillas de harris, águilas reales, y se llegó a ver una familia de gavilanes de cooper que fue atrapada por cetreros de Cuautepec.

- En la actualidad, entre las unidades habitacionales Arbolillo 2 y Arbolillo 3 se encuentra ubicado un vaso regulador, en el que desemboca el agua de lluvia proveniente de todo el valle de Cuautepec, así como del cerro de Tres Padres y del Chiquihuite. En dicho vaso converge un gran número de aves, (comúnmente en verano) que van desde patos silvestres hasta lechuzas blancas y halcones.

## Hechos relevantes
En este lugar, también llegaron personajes famosos como lo fue Juventino Rosas, el cual fue un lugar de inspiración para crear el vals "Sobre las olas", pues al ver a una mujer hermosa lavando en el río se enamoró de ella. En su honor hoy en día existe un parque recreativo en el lugar donde se inspiró para la composición de este vals, además de que hay un centro deportivo que lleva su nombre.
- En el año de 1917 en Cuautepec se realiza el primer reparto de tierras ejidales con una extensión de 7000 ha

- En el año de 1929, se construye la primera escuela de nivel básico, que tenía por promedio hasta 6 años, teniendo el primer grado superior de la educación primaria que era de 3.

- En el año de 1972, los campesinos ejidatarios del Ejido de Cuautepec son afectados por un decreto de expropiación de parte del Gobierno del Distrito Federal, a cargo del entonces regente Octavio Sentíes Gómez (PRI), para construir el Reclusorio Preventivo Norte, uno de los centros penitenciarios de la Ciudad de México. En ese mismo año es destruida la estación del ferrocarril "Aduana del Pulque" a la orilla del Acueducto de Guadalupe, afectando el patrimonio histórico de la región.

- En los años 90, la comunidad de Cuautepec es dividida en dos zonas territoriales, la zona 9 y la zona 10, al formar parte de la Delegación Gustavo A. Madero y así facilitar su administración; a partir de esta división.

- Aquí, en Semana Santa, se realiza la representación de la Pasión y Muerte de Cristo, con aproximadamente 200 actores de la misma comunidad, movidos por su fe católica. La visita a este evento es de aproximadamente 35,000 personas. Esta representación es organizada por los párrocos de la Iglesia Preciosa Sangre de Cristo en conjunto con la escuela de pastoral de Cuautepec.

- En 1948 se filmó la película "Los tres huastecos" cuyo papel protagónico fue estelarizado por Pedro Infante haciendo el papel de los trillizos, en la que figura la Parroquia de Nuestra Señora del Carmen y que fuera fundamental para la representación del Padre Juan de Dios, uno de estos trillizos.

- En las películas "Las mujeres de mi general" se puede apreciar la parte donde se encuentra la Iglesia de Nuestra Señora del Carmen, en Cuautepec Barrio Bajo.

- En marzo del 2004 fue inaugurado el Hospital Materno Infantil. Este fue ampliado dando servicio a 54 camas. También fue remodelado para dar un mejor servicio a los habitantes.

- El 12 de noviembre de 2003 empezó a operar formalmente la primera preparatoria construida en Cuautepec. La llamaron Preparatoria Belisario Domínguez.

- El 30 de octubre de 2009, una fuerte tromba afectó todo el poblado de Cuautepec, que está rodeado por la Sierra de Guadalupe, lo que provocó que la gran cantidad de agua que descendió por los cerros causara grandes daños incalculables en las partes bajas de este barrio.[3]

- En el año del 2011 se construyó una alberca semi-olímpica Carmen Serdán. Esta fue inaugurada el 8 de junio de 2011.

- El 4 de marzo de 2021, la Jefa de Gobierno de la Ciudad de México, Claudia Sheiubaum, en compañía del alcalde de Gustavo A. Madero, Francisco Chíguil Figueroa, inauguraron el primer tramo de la Línea 1 del Cablebús Tlalpexco-Campos Revolución que se encuentra en la zona de Cuautepec.[4] El resto de esta línea fue puesto a disposición del público el 11 de julio del mismo año.

## Sitios de interés

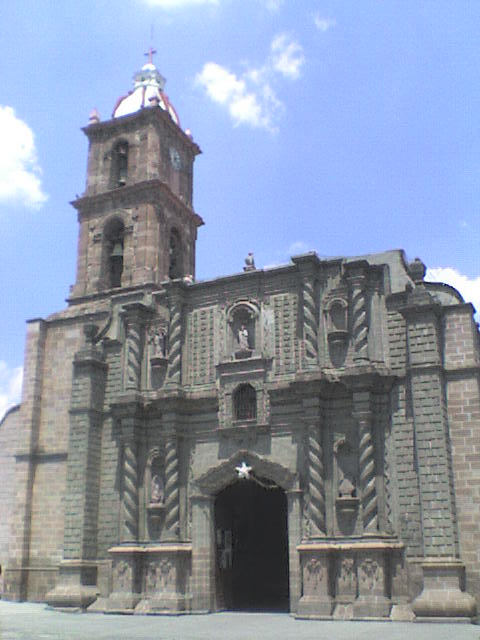
Parroquia de la Preciosa Sangre de Cristo en Cuautepec Barrio Alto.

- Iglesia de la Preciosa Sangre de Cristo. La construcción fue terminada el 23 de febrero de 1767. Su fachada principal está adornada con cinco nichos terminados en forma de concha, y cantera labrada en petatillo. La entrada está flanqueada por dos columnas salomónicas de cada lado. En el interior del Templo, aparece en el altar principal la imagen del Santo Cristo de la Preciosa Sangre, obra maestra del Arte Barroco. Al lado izquierdo del altar se encuentra un retablo con imágenes policromadas. En el retablo de la derecha cuenta con pinturas de Sebastián de Ponte. Fue erigida canónicamente como parroquia el 22 de febrero de 1953, por el entonces arzobispo Luis María Martínez.
- Iglesia de Nuestra Señora del Carmen.
- Kiosco de Cuautepec Barrio Bajo.
- La casa de Juventino Rosas está a 2 cuadras de la calle 5 de Mayo. La barda está hecha de piedras. Afuera siempre hay dos sillas mecedoras y atrás pasa el canal de agua sucia que alguna vez fue un río limpio. Hay una cruz afuera.
- Parque natural Sierra de Guadalupe.
- Centro Preventivo Reclusorio Norte.
- Ciudad Deportiva Carmen Serdán. Ubicado en Av. Loma la Palma No.200 esquina con Av. La Corona, en Col. Loma la Palma. Fundado en 1985 e inaugurado por el presidente Miguel de la Madrid, cuenta con alrededor de 20 canchas de básquetbol, 6 de fútbol, 1 de fútbol rápido, varios campos de béisbol, área de juegos infantiles, ciclo-pista, área de patinaje, 6 canchas de voleibol y 2 canchas de frontón, así como bastantes áreas verdes. En su interior también se localiza la oficina de la Subdelegación Territorial No.9 en Gustavo A. Madero.  Se imparten clases de distintas disciplinas como boxeo, aeróbicos y se llevan a cabo distintas actividades para gente de la tercera edad en fin de semana pintura en acuarela para niños, durante el periodo vacacional se imparten cursos de verano.
- Centro Deportivo Juventino Rosas en el cual se encuentran una pista para correr, una cancha de fútbol rápido, una cancha de basquetbol, fron ton, tiene un salón de actividades donde se imparte zumba, clases de salsa, hawaiano, tahitiano y diferentes actividades para niños en fines de semana.
- Universidad Autónoma de la Ciudad de México, Campus Cuautepec.
- Instituto de Educación Media Superior del Distrito Federal, "Belisario Domínguez".
- Parque Joyas de Nieve.
- Laguna de Captación Cuautepec: También llamada Laguna de Regulación. En algunos años se pueden ver garzas blancas en su temporada de migración.
- Plaza Hidalgo: Localizada en Cuautepec Barrio Alto.
- El deportivo Carmen Cerdán: Cuenta con canchas de fútbol rápido, natación, frontón, atletismo, yoga, box.
- Plaza Comunitaria CEBIS Lomas: A dos cuadras de la escuela primaria Ramon Andrade, también conocido como CECEM Cuautepec, en donde se imparten clases de primaria y secundaria abierta (INEA), talleres artísticos y culturales, así como deportivos.
- Jóvenes orquestas: Fundación comunitaria e independiente que imparte clases gratuitas principalmente de música mexicana y latinoamericana a personas de todas las edades; incluyendo la enseñanza de elaboración de instrumentos musicales o laudería, tejido artesanal, entre otras. Cabe mencionar que todas las actividades que imparten no tienen ningún costo. "Nuestro proyecto surge por la necesidad de dar alternativas a jóvenes y niños en colonias consideradas de alta marginalidad para contribuir socialmente en la reestructuración del tejido social con la música y construcción de instrumentos musicales, como herramienta principal a través de talleres en parques, jardines, y en vía pública.[5] La sede principal se encuentra sobre Calle Ciprés #53 en Colonia del Bosque (única sede donde se imparte laudería y tejido); otras sedes se encuentran en el Jardín Francisco I. Madero de Castillo Chico (domingos de 11 a 1) y Parque Binguineros en la colonia Malacates (viernes de 4 a 6). Cuentan con más sedes en la Gustavo A. Madero y en Tlalpan.
- La Arena Cuautepec: Localizada en la calle 20 de Noviembre. Varios de los luchadores más famosos de la lucha libre mundial la han pisado. La Parka, El Villano 3°y 4°, Espectrito, Shocker, están entre ellos.
- Parque Juventino Rosas: Ubicado en la colonia que lleva su nombre en la calle Nicandro Castillo, lugar donde el compositor vio a la Srita. Mariana Carvajal que lavaba en el río, de la cual estaba enamorado, verla así lo inspiró a escribir la obra que lo llevaría a la inmortalidad junto al manantial que fue rebautizada como Sobre las olas, en el lugar existe la peña donde él se posaba para escribir la melodía, hoy en día, este lugar es un parque donde se encuentra un busto del compositor en honor a dicho artista.

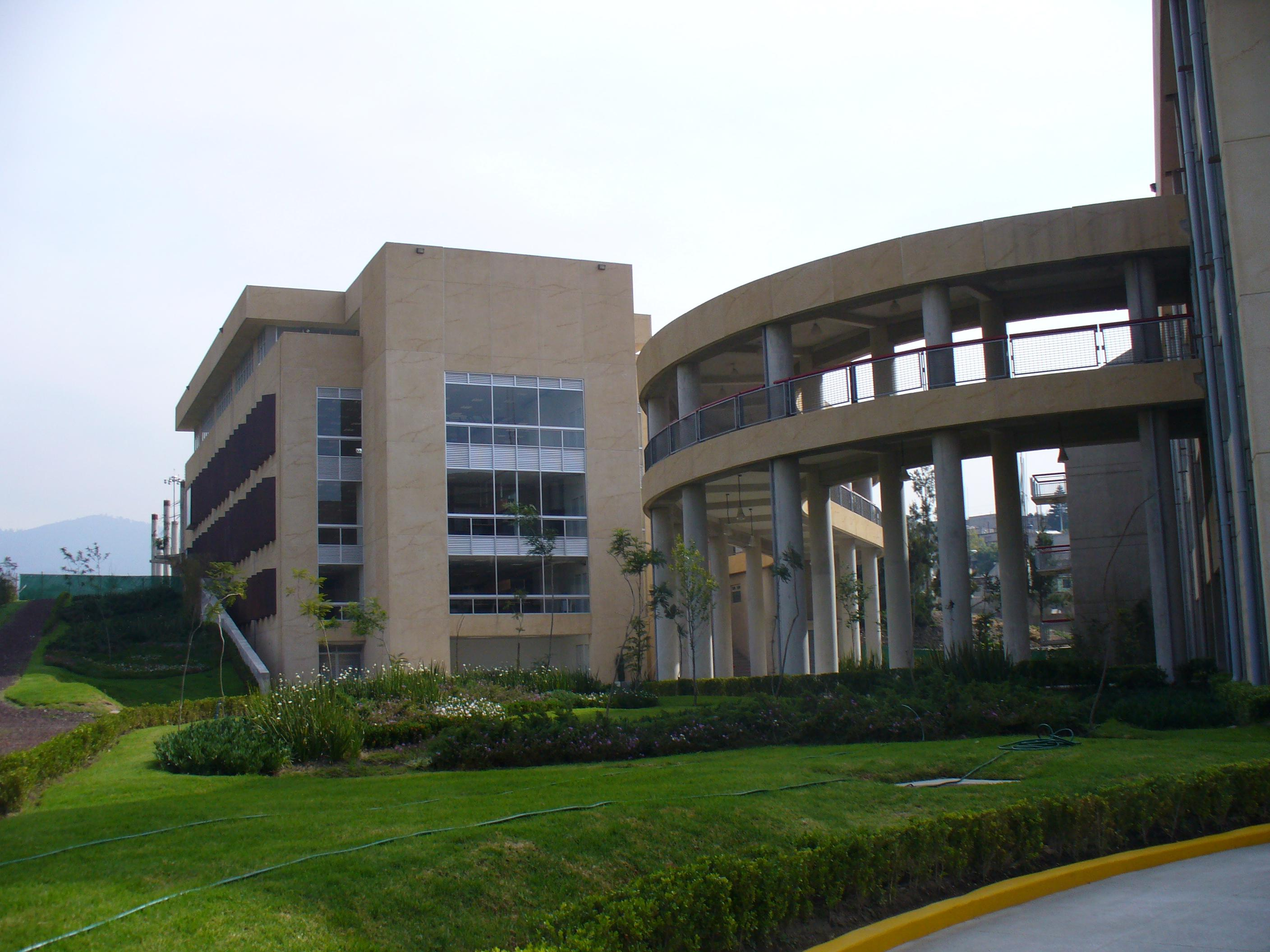
Biblioteca de la UACM-Cuautepec y el pasillo del conocimiento, y vista de los jardines traseros.

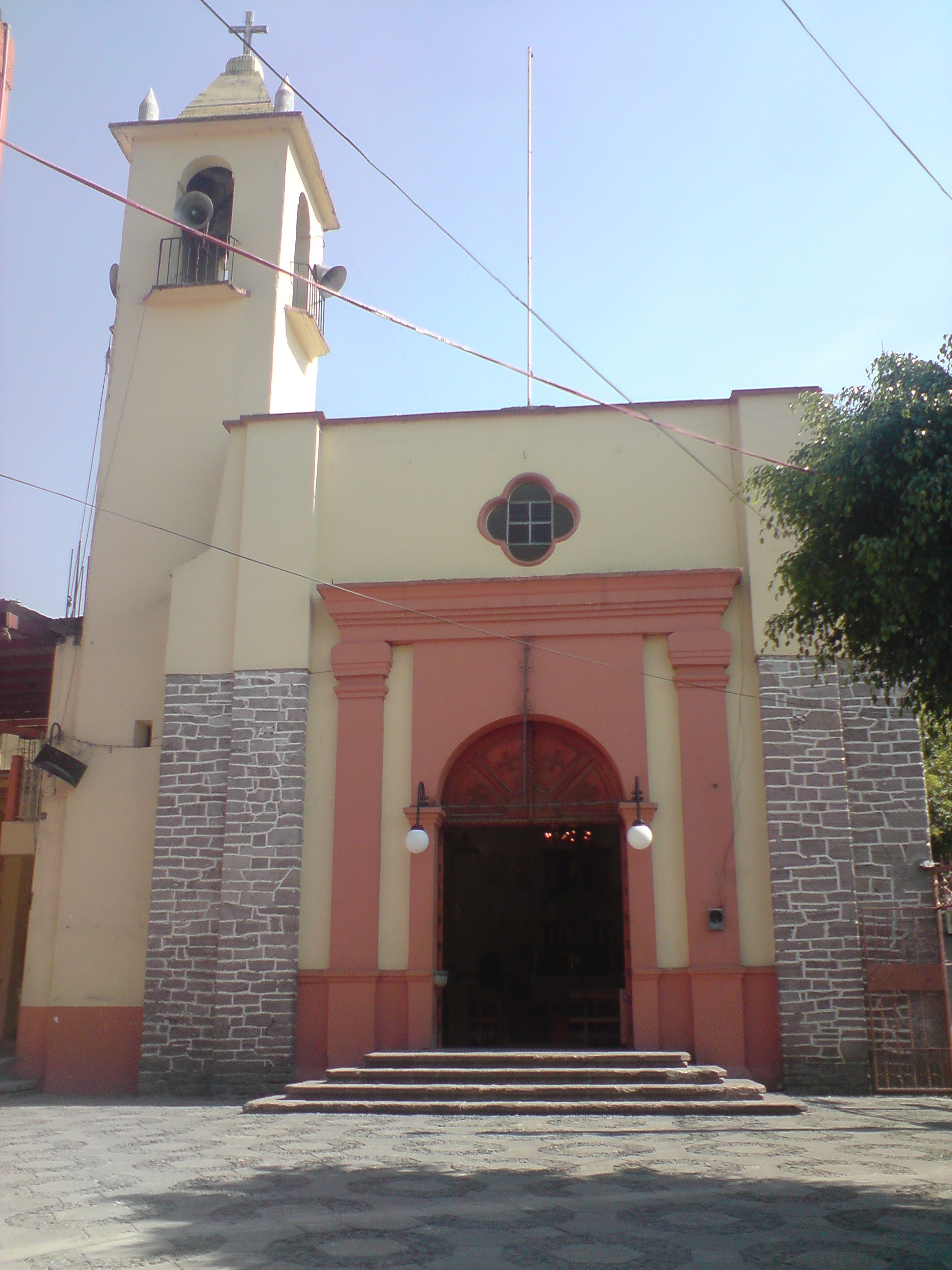
Iglesia del Carmen, Cuautepec Barrio Bajo.

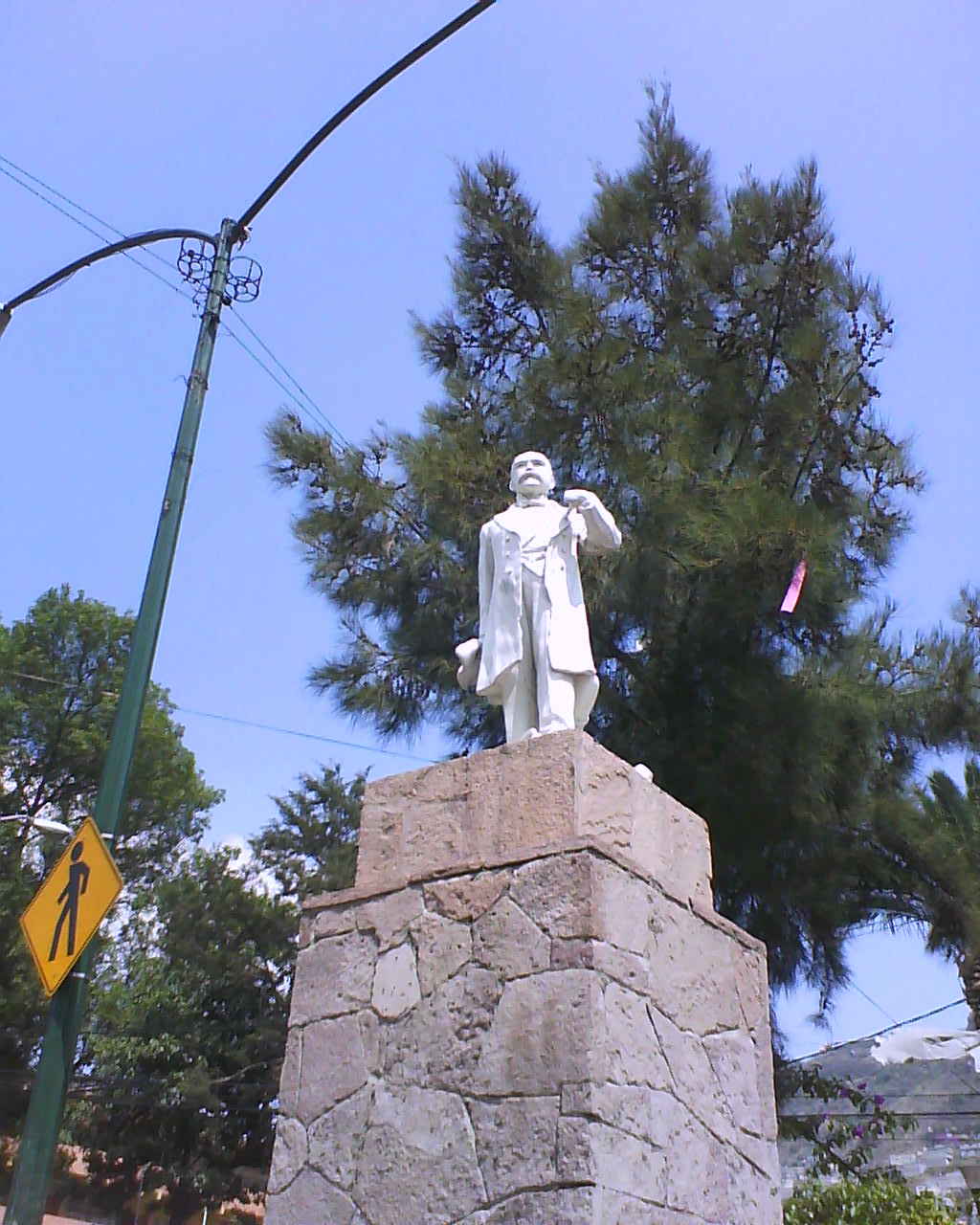
Estatua de Francisco I. Madero en Cuautepec Barrio Bajo

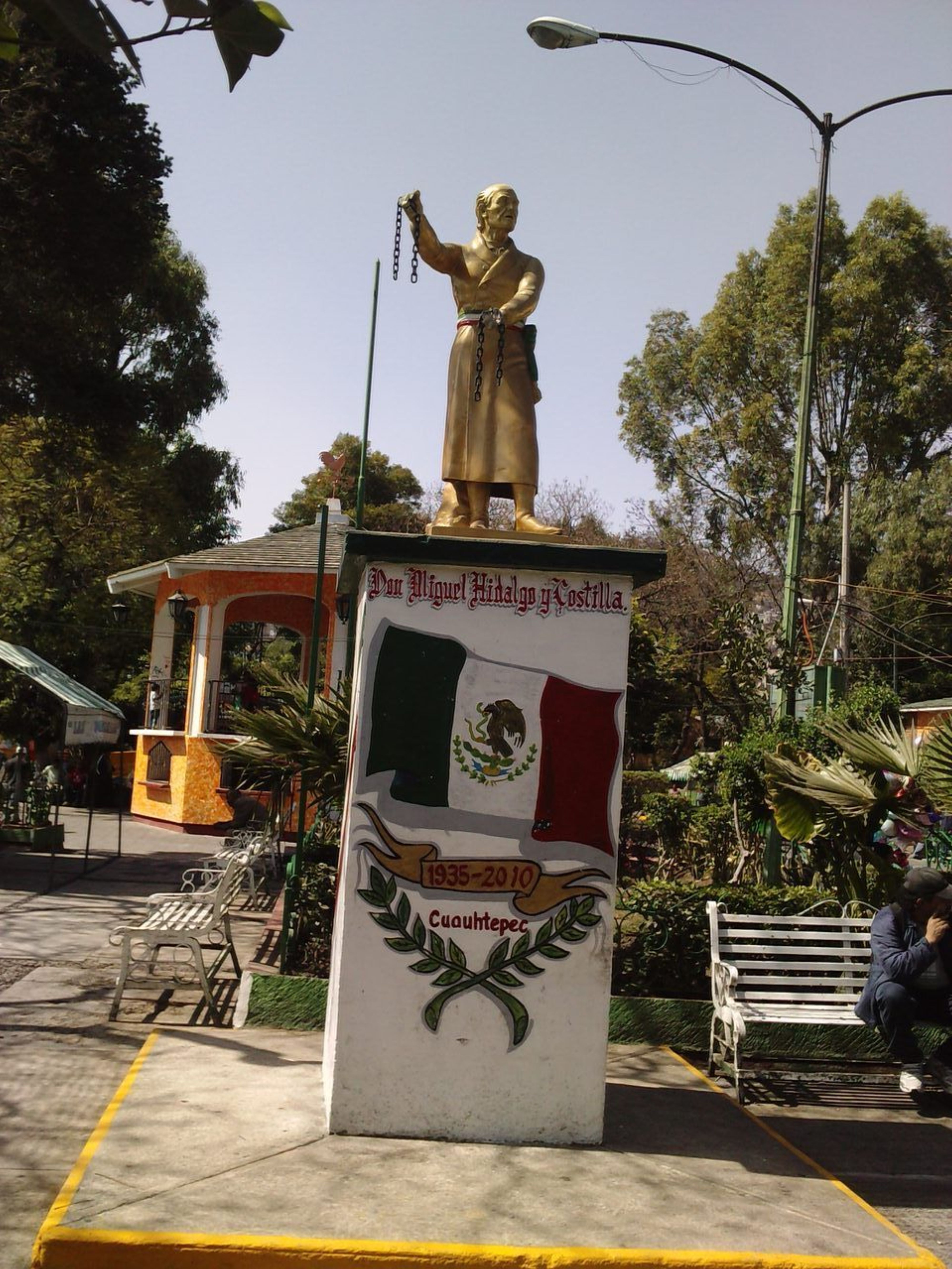
Estatua de Miguel Hidalgo, Plaza Hidalgo en Cuautepec Barrio Alto

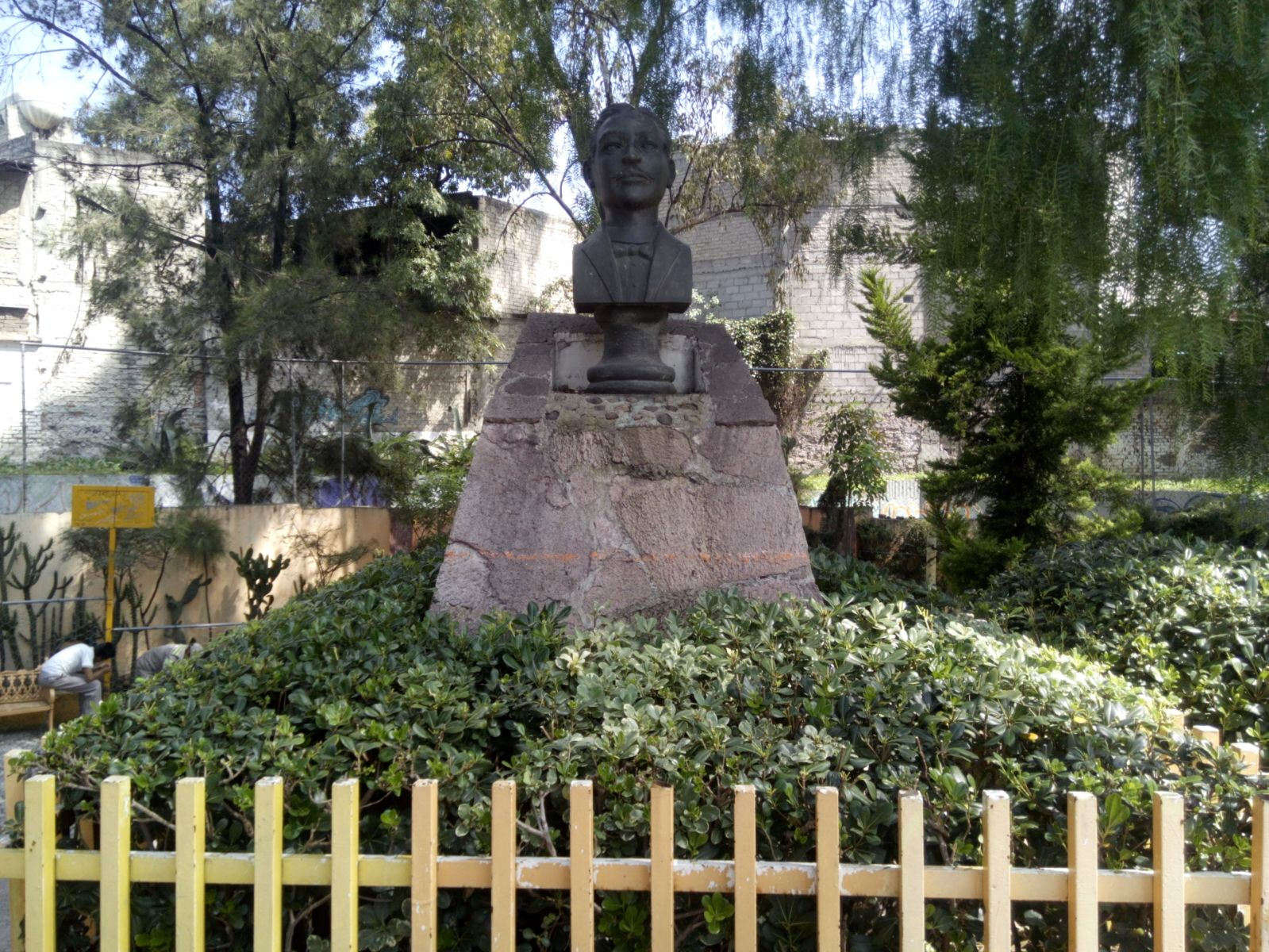
Busto ubicado en el parque que lleva su nombre en Barrio alto

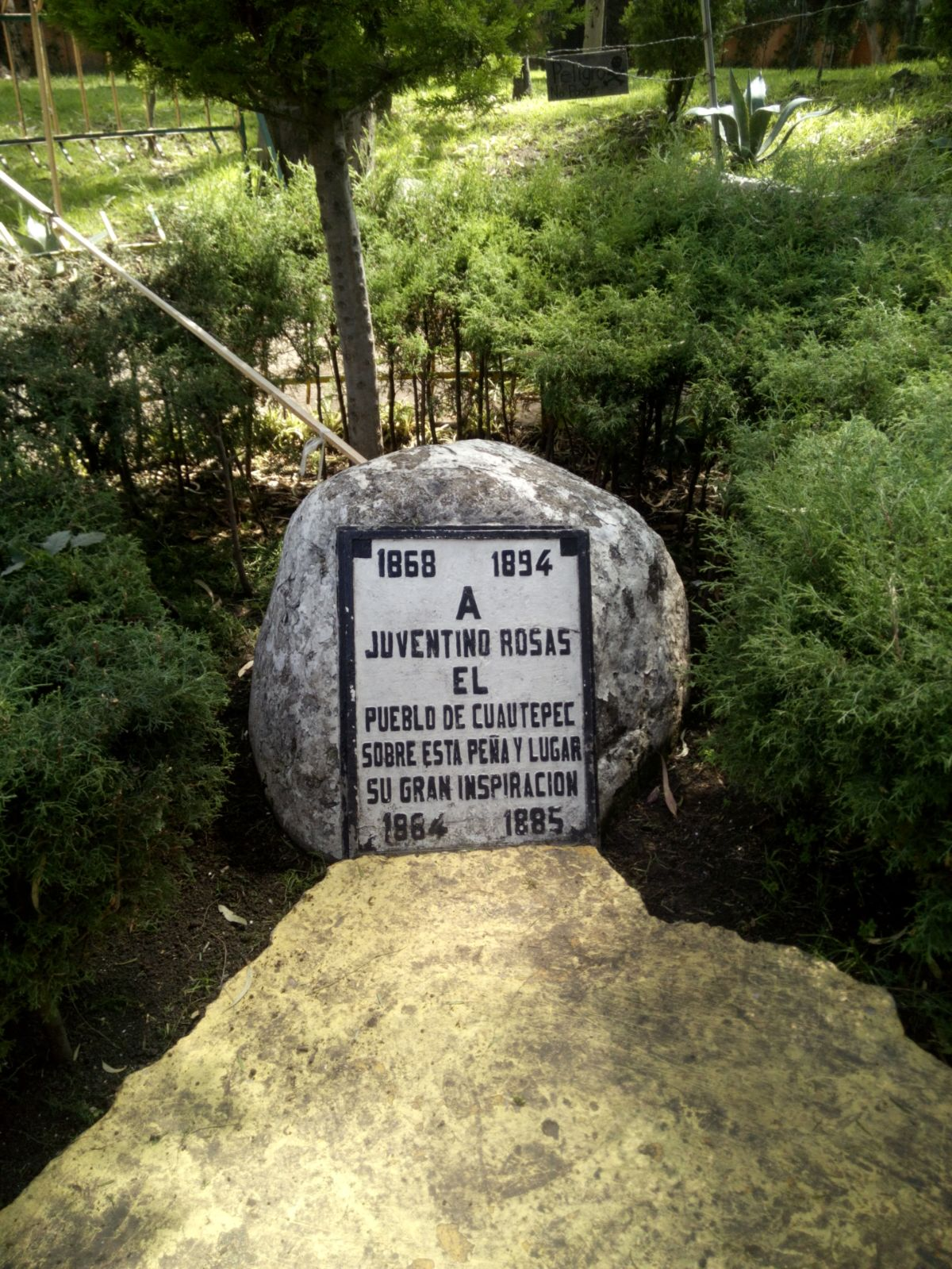
Peña donde Juventino Rosas escribió la obra que lo inmortalizó, ubicada en el parque Juventino Rosas

## Colonias
La lista de colonias que integran la zona de Cuautepec es:
Luis Donaldo Colosio Murrieta
- 6 de Junio
- Ampliación Benito Juárez
- La Pastora
- Tlacaelel
- Jorge Negrete
- Benito Juárez
- Compositores Mexicanos
- Guadalupe Victoria
- Villas de Cuautepec
- Castillo Grande
- El Carmen
- Cuautepec De Madero
- Del Bosque
- Castillo Chico
- Valle De Madero
- Cocoyotes
- la brecha que se divide en varias partes
- Lomas de Cuautepec
- Juventino Rosas
- El Arbolillo (que se divide en 3 partes)

- Loma la Palma
- El Tepetatal (El Charco)
- La Forestal (que a su vez se divide en Laureles, Lucha Reyes y Montada)
- Malacates
- Ampliación Malacates
- Parque Metropolitano
- Arboledas
- La Casilda
- Chalma de Guadalupe
- Tlalpexco
- Vista Hermosa
- Palmatitla
- Veronica Castro
- San Antonio
- Zona Escolar
- Quetzalcoatl III

## Cablebús
El miércoles 6 de febrero del 2021, el Gobierno de la CDMX y la Secretaría de Movilidad presentaron el proyecto de construcción del Cablebús de Cuautepec a Indios Verdes (Véase: Línea 1 del Cablebús)
El 4 de marzo de aquel año se inauguraron solo dos estaciones, la cuáles fueron: Tlalpexco y Campos Revolución, pero no fue hasta el 11 de julio que se abrieron las demás estaciones al público. La ruta tiene 6 estaciones: Indios Verdes, Ticomán, La Pastora, Campos Revolución (con desviación a Tlalpexco) y Cuautepec. En cuanto a la operación del sistema, el horario de servicio es lunes a viernes de 5:00 a las 23:00, sábados de 6:00 a las 23:00 y los domingos y días festivos de 7:00 a las 23:00. 

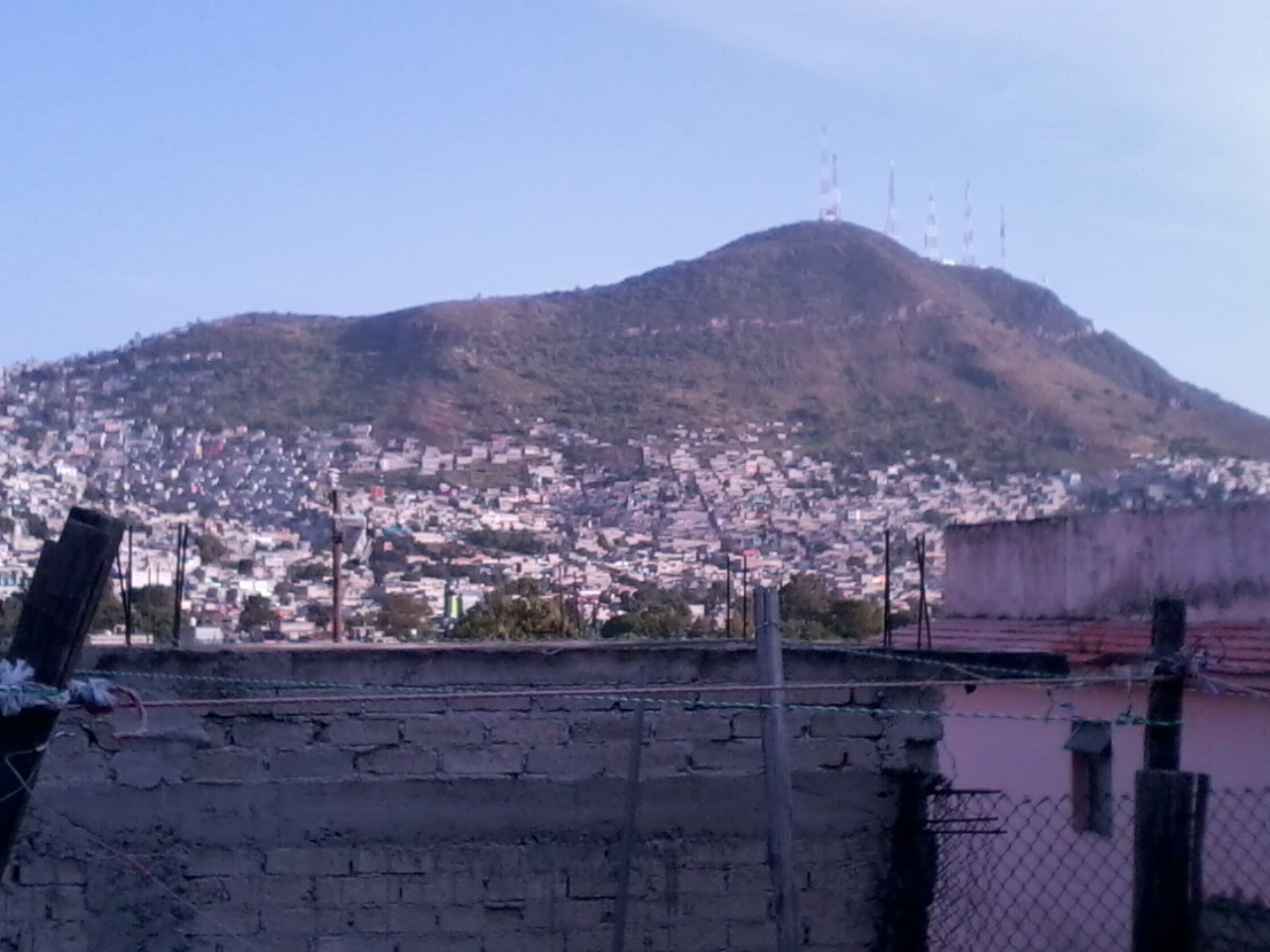
Cerro del Chiquihuite visto desde Cuautepec